# Vanellus chilensis fretensis
Vanellus chilensis fretensis, llamado comúnmente queltehue austral o tero austral, es una de las subespecies en que se divide la especie Vanellus chilensis, un ave del orden de los Charadriiformes y de la familia de los Charadriidae, la cual habita en gran parte de América del Sur.

## Descripción original y localidad tipo
La descripción original la efectuó Pierce Brodkorb en el año 1934. El ejemplar tipo es una hembra depositada con el N° 63 899 en el Museo de Zoología de la Universidad de Míchigan, capturada por A. E. Colburn el 16 de enero de 1898, con el número original: 215. La localidad tipo es: «Cheaike, río Chico, Magallanes, Chile».

## Distribución geográfica
Esta subespecie habita en la Argentina en el sur de la Patagonia. Nidifica en la cordillera desde el lago Mosquitos en Cholila y en la estepa desde el centro-sur de la provincia de Río Negro —en la meseta de Somuncurá— hacia el sur hasta las islas del canal Beagle. Entre marzo y abril de cada año, la totalidad de la población emprende una migración invernal hacia el norte, regresando a fines de agosto o septiembre. Es accidental en las islas Malvinas.
En Chile lo hace desde el río Ñirehuau en la Provincia de Llanquihue y la Provincia de Aysén hasta el cabo de Hornos. En invierno las aves australes migran al norte, llegando hasta Ancud, Chiloé.

## Hábitat

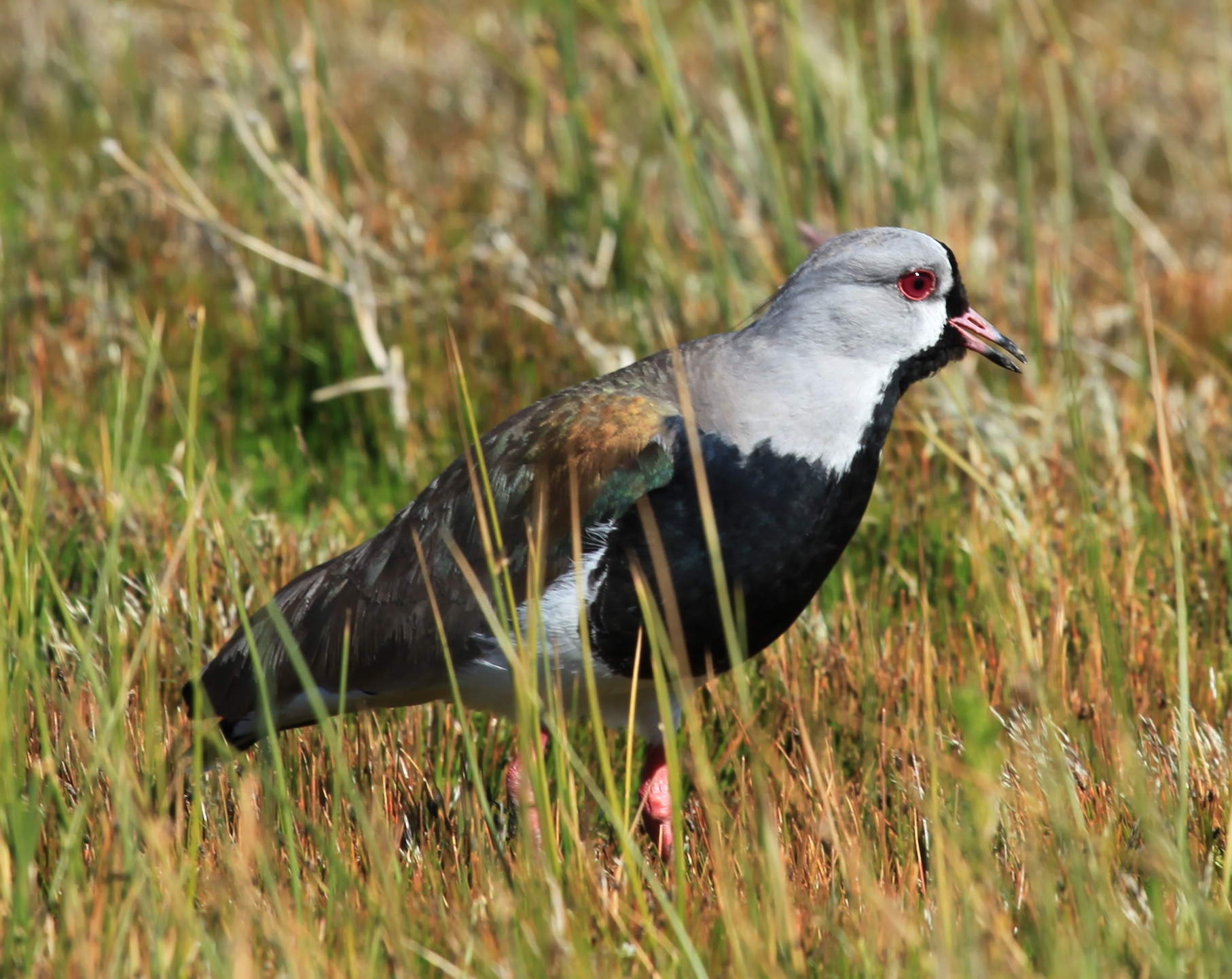
Vanellus chilensis fretensis en El Calafate, Provincia de Santa Cruz, Patagonia Argentina.

Aunque habita en descampados, campos ganaderos o agrícolas, e incluso en ámbitos urbanos, su presencia es más usual en las cercanías de ríos y lagunas, sobre pasto corto, playas arenosas o barrosas, etc. 

## Características y variación
Esta subespecie tiene un aspecto similar a Vanellus chilensis chilensis, pero es decididamente más pequeña, especialmente en los tarsos. Con respecto a V. c. lampronotus, posee en las mejillas menos negro y más blanco, este último forma un borde subocular. El resto de la cabeza y el cuello presenta tonos gris-perlados. El blanco del cuello ventral junto a la corbata negra pasa a ser muy fino, casi ausente. El copete es mucho más corto y grisáceo, no negro puro; la superficie negra que cubre el pecho es de mayor extensión. También lo separa fácilmente su voz: ronca, similar a un loro.
Su longitud es de 35 cm.

## Taxonomía

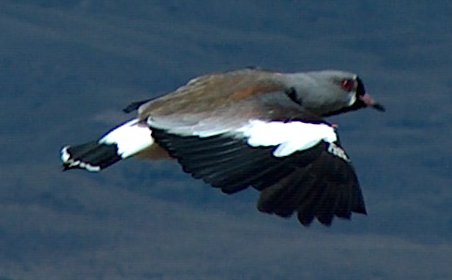
Vanellus chilensis fretensis en vuelo, en El Calafate, Provincia de Santa Cruz, Patagonia Argentina.

Es posible que este taxón, junto con Vanellus chilensis chilensis, sean divididos de las dos subespecies septentrionales, las que formarían una especie separada. También se ha postulado que las diferencias con V. c. chilensis no son lo suficientemente importantes para ser separados en dos taxones distintos.

### Medidas
Cuerda del ala (flat)♂: 239-252 mm (promedio 246,8); ♀: 231-250 mm (promedio 242,2)
Cola♂: 109-122,5 mm (promedio 114,2); ♀: 105-117 mm (promedio 112,7)
Banda negra de la cola♂: 39-43 mm (promedio 41,1); ♀: 43-47 mm (promedio 44,2)
Culmen expuesto♂: 29-31 mm (promedio 30,2); ♀: 28-29,3 mm (promedio 28,4)
Tarso♂: 63-66,5 mm (promedio 65,5); ♀: 57-63 mm (promedio 61,5).

## Alimentación
Se alimentan de insectos pequeños (es un aliado del hombre en el control de plagas agrícolas).

## Comportamiento
Por lo general se agrupan en bandadas, y son muy cuidadosos de sus pichones. Hacen sus nidos en el campo abierto, razón por la cual son muy sensibles ante cualquier ruido o movimiento extraño. Al alarmarse emiten su grito característico, estridente y repetido.

### Nidificación

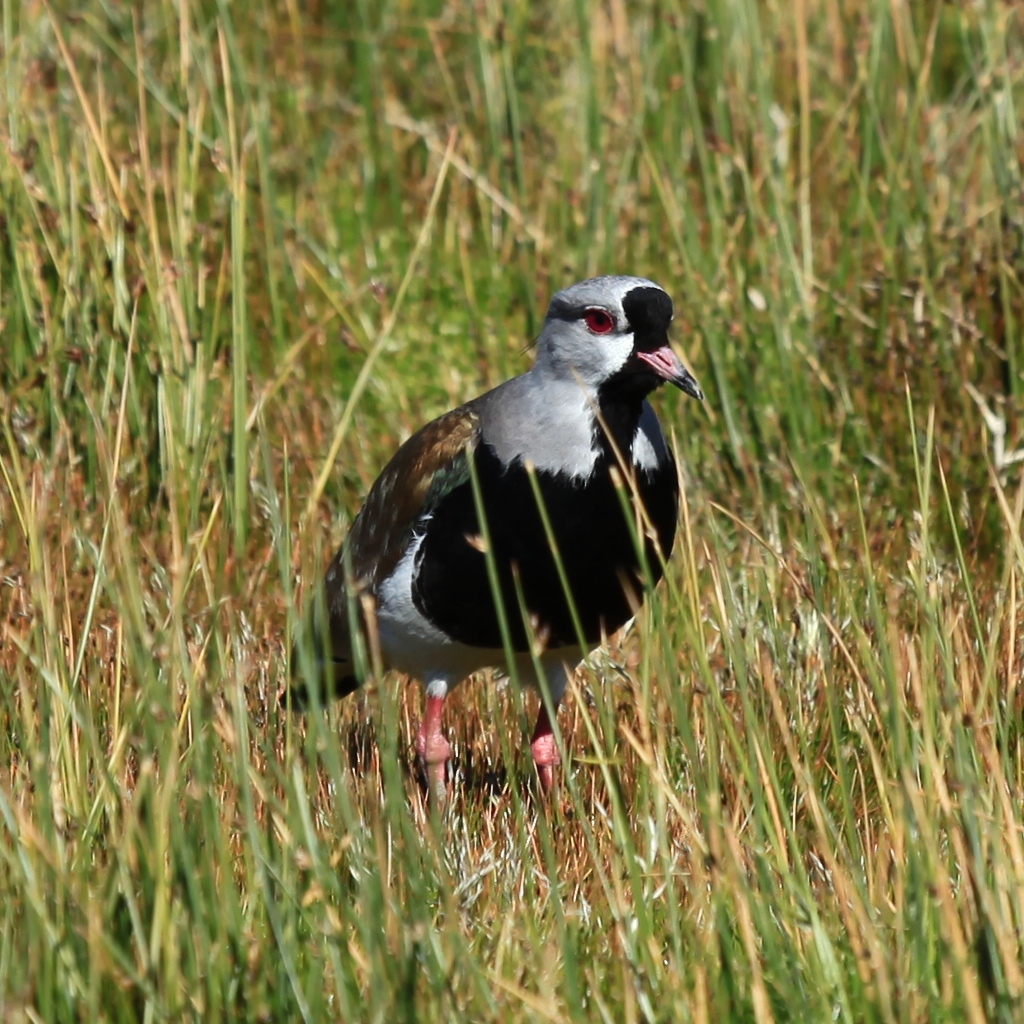
Vanellus chilensis fretensis en El Calafate, Provincia de Santa Cruz, Patagonia Argentina.

Mientras está anidando, ante la presencia de un intruso teatraliza la situación echándose como si estuviera empollando, pero en otro lado, para que el visitante se dirija hacia él. En algunas ocasiones hace vuelos cortos alejándose de su nido con la apariencia de no poder volar bien, como si estuviera herido, repitiéndolo varias veces cada vez más lejos hasta que pase el peligro. Muchas veces hace vuelos rasantes sobre el intruso, incluso rozándolo con sus espolones expuestos.
Su nido es un pequeño hoyo en el descampado apenas delimitado por ramitas y hierbas, y son muy difíciles de notar. Ponen 3 a 4 huevos desde finales del invierno, y la misma pareja puede poner varias veces durante el año. Los huevos se incuban durante 26 días. El color es gris verdoso con manchitas oscuras. Del cuidado de los pichones se ocupan tanto el padre como la madre. Los mismos quedan bajo cuidado de los padres hasta que aprenden a volar, lo que sucede aproximadamente al mes de vida.